# Miljöpolitik
Miljöpolitik kallas politik som rör miljön och miljöförstöring, exempelvis global uppvärmning och ekologisk hållbar utveckling. Ett parti med inriktning på miljöfrågor kallas grönt. Vanliga miljöfrågor i politiken är till exempel klimat, biologisk mångfald, kemikalier och kärnkraft.[källa behövs]

## Internationell miljöpolitik
Gröna partier runt om i världen samlas i den internationella organisationen Globala gröna, där bland annat svenska Miljöpartiet är medlemmar. På europeisk nivå finns Europeiska gröna partiet som samlar gröna partier från hela Europa, inte bara EU-länderna.

## Sverige
I Sverige har riksdagen antagit mål för miljöns kvalitet för 16 områden. Miljökvalitetsmålen anger alltså vilka kvaliteter miljön ska ha det angivna målåret, vilket för de allra flesta målen är 2020. I Sverige räknas framförallt Miljöpartiet de gröna som ett grönt parti, men även Centerpartiet aspirerar på detta epitet.